# Antônio Olinto
Antônio Olinto – miasto i gmina w Brazylii, w stanie Parana. Znajduje się w mezoregionie Sudeste Paranaense i mikroregionie São Mateus do Sul.